# سوسکچه‌های خرطوم‌دار آراچنوباس
سوسکچه‌های خرطوم‌دار آراچنوباس(نام علمی: Arachnobas) نام یک سرده از تیره سوسکچه‌های خرطوم‌دار است.